# Pharaonischer Tanz

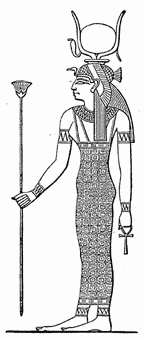
Die ägyptische Göttin Hathor

Der sogenannte Pharaonische Tanz ist ein Phantasietanz. Die pharaonischen Tänze werden meist nach den dargestellten ägyptischen Herrschern (Tanz der Kleopatra) oder Göttern (Tanz der Hathor) betitelt.
Der pharaonische Phantasietanz hat keine direkten historischen Quellen. Vorbild für die pharaonischen Tänze und Kostüme sind die ägyptischen Wandmalereien aus Gräbern in Ägypten. Viele Tänzerinnen beziehen sich auf bekannte Pharaonen wie Echnaton, Nofretete, Kleopatra VII., Hatschepsut oder ägyptische Göttinnen wie Isis, Hathor, Maat oder Neith.
Die zum Tanz gespielte Musik ist frei wählbar, nach dem Ausdruck des Tanzes und ist meist getragen, dramatisch und langsam. Die Bewegungen und Choreografien der Tänzerinnen sind angelehnt an die Körperhaltung und Gestik der auf den Grabmalereien des pharaonischen Ägypten dargestellten Personen. Typisch ägyptische Kostüme und Schmuck, ebenso die Krone der Pharaonen, und der Halsschmuck (ägyptischer Halskragen) finden hier Verwendung. Die Symbole der ägyptischen Herrscher, sowie die Symbole der ägyptischen Götter (z. B. das Anch-Zeichen), werden als Accessoires im Tanz benutzt. Bei Darstellungen (Tänze) der Göttin Isis ist der überweite goldene und plissierte Schleier (oft mit Stöcken als Verlängerung), oder Flügelschleier auffallend. Der Flügelschleier sollen die Flügel der Göttin darstellen.
Meist werden in langsamerem und getragenem Tempo diverse verschiedene Armposen und Haltungen eingenommen. Forscher und Tänzerinnen wie Laurel Victoria Gray sind aber überzeugt, dass die effektiven Tänze im alten Ägypten zum Teil recht akrobatisch waren und nicht langsam und getragen dargeboten wurden.